# Анамідзу

37°13′52″ пн. ш. 136°54′45″ сх. д. / 37.23111° пн. ш. 136.91250° сх. д.
Анамі́дзу (яп. 穴水町, あなみずまち, МФА: [anamid͡zu mat͡ɕi̥]) — містечко в Японії, в повіті Хосу префектури Ісікава. Станом на 1 квітня 2009 площа містечка становила 183,24 км². Станом на 1 липня 2011 населення містечка становило 9581 осіб.